# Cúp các câu lạc bộ đoạt cúp bóng đá quốc gia châu Á 1990–91
Cúp các câu lạc bộ đoạt cúp bóng đá quốc gia châu Á 1990–91 là mùa giải đầu tiên của giải thi đấu bóng đá cấp châu lục cho các đội bóng đoạt cúp bóng đá quốc gia của AFC. Persepolis của Iran trở thành nhà vô địch đầu tiên sau khi đánh bại Muharraq của Bahrain 1–0 sau hai lượt trong trận chung kết.
Có 17 đội tham gia giải đấu, nhưng một số đội bỏ giải trước khi các trận đấu diễn ra.

## Vòng Một
| Đội 1                    | TTS      | Đội 2       | Lượt đi | Lượt về |
| ------------------------ | -------- | ----------- | ------- | ------- |
| Punjab                   | 2-13     | Persepolis  | 2-4     | 0-9     |
| Fanja                    | 1-3      | Al Arabi    | 1-3     | 0-0     |
| Muharraq                 | 8-1      | Nejmeh      | 5-1     | 3-0     |
| Krama Yudha Tiga Berlian | 3-3 (a)  | Geylang     | 1-1     | 2-2     |
| Mohun Bagan              | 0-5      | Dalian      | 0-1     | 0-4     |
| Mohammedan               | (w/o)2   | Renown SC   |         |         |
| Al Faisaly               | (w/o)1   | Al Qadisiya |         |         |
| Al Shabab                | miễn đấu |             |         |         |
| Al Hilal                 | miễn đấu |             |         |         |
| Daewoo Royals            | miễn đấu |             |         |         |

1 Al Qadisiya bỏ cuộc.

2 Renown SC bỏ cuộc.

## Vòng Hai
| Đội 1                    | TTS    | Đội 2         | Lượt đi | Lượt về |
| ------------------------ | ------ | ------------- | ------- | ------- |
| Persepolis               | (w/o)1 | Daewoo Royals |         |         |
| Al Hilal                 | 9-1    | Mohammedan    | 7-0     | 2-1     |
| Krama Yudha Tiga Berlian | 2      | Dalian        |         |         |
| Al Faisaly               | 0-2    | Al Shabab     | 0-1     | 0-1     |
| Al Arabi                 | 1-4    | Muharraq      | 1-0     | 0-4     |

1 Daewoo Royals bỏ cuộc.

2 Cả Krama Yudha Tiga Berlian và Dalian bỏ cuộc; trận đấu bị hủy bỏ.

## Bán kết
| Đội 1    | TTS | Đội 2      | Lượt đi | Lượt về |
| -------- | --- | ---------- | ------- | ------- |
| Al Hilal | 0-1 | Persepolis | 0-0     | 0-1     |
| Muharraq | 3-2 | Al Shabab  | 1-0     | 2-2     |

## Chung kết
| Đội 1    | TTS | Đội 2      | Lượt đi | Lượt về |
| -------- | --- | ---------- | ------- | ------- |
| Muharraq | 0-1 | Persepolis | 0-0     | 0-1     |

### Lượt đi
| Muharraq | 0–0 | Persepolis |
| -------- | --- | ---------- |
|          |     |            |

### Lượt về
| Persepolis                 | 1–0 | Muharraq |
| -------------------------- | --- | -------- |
| Mohammad Hassan Ansarifard |     |          |

## Đội vô địch
| Cúp các câu lạc bộ đoạt cúp bóng đá quốc gia châu Á 1990-1991 |
| --- |
| Persepolis F.C. Danh hiệu đầu tiên |
| Nader Baghery, Saeid Azizian, Mohammad Panjali, Mohammad Hassan Ansarifard, Farshad Pious, Mojtaba Moharrami, Morteza Fonounizadeh, Hossein Abdi, Hamid Derakhshan, Faramarz Hadavand Mirzaee, Mohsen Ashouri, Morteza Kermani Moghaddam, Naser Mohamadkhani, Fariborz Moradi, Saeid Naeimabadi, Hamid Roozbahani, Manochehr Abdollahnejad |
| Huấn luyện viên: Ali Parvin |